# Liste der Naturdenkmale in Liebschützberg

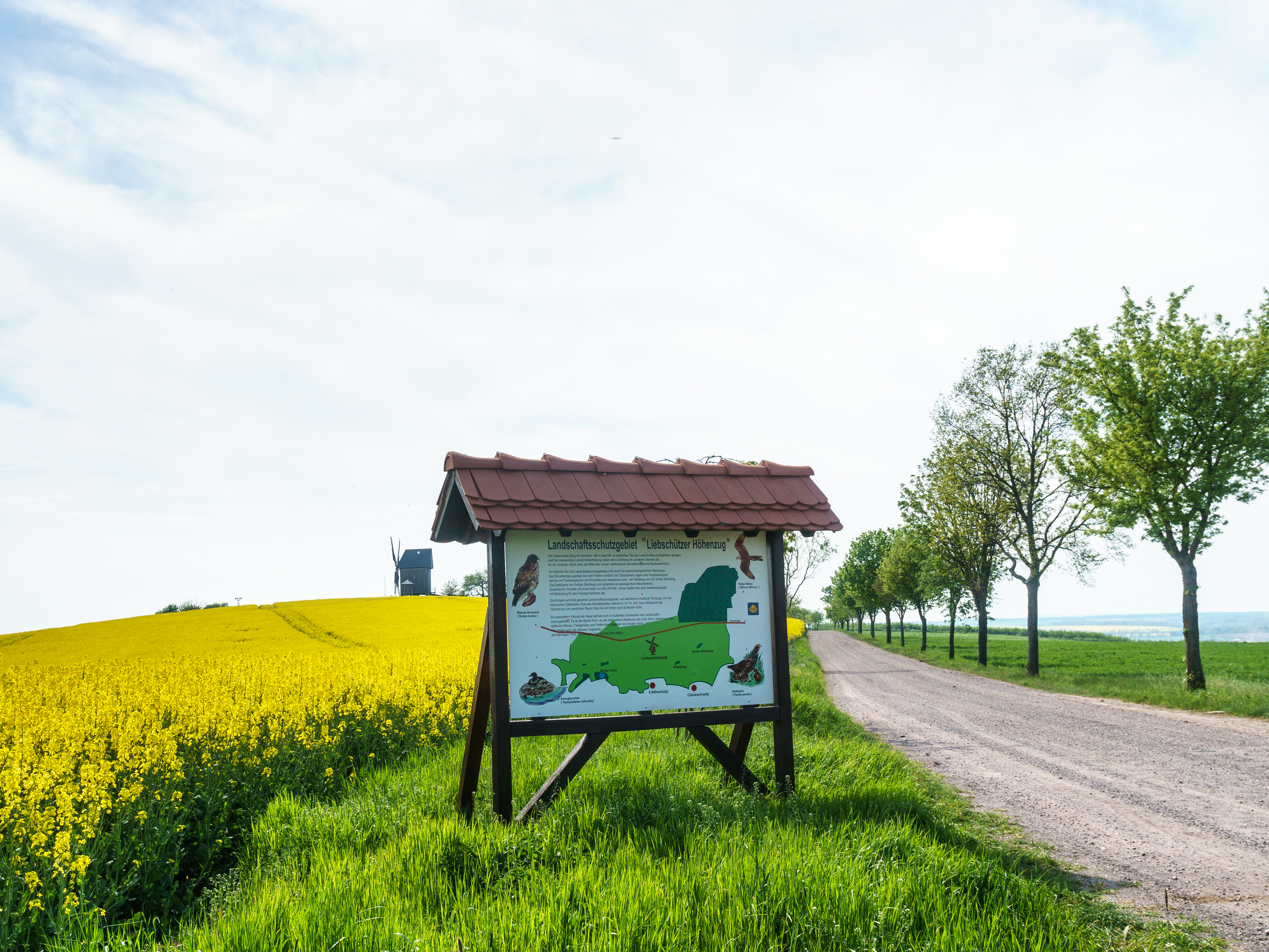
Alte Salzstraße bei Liebschützberg

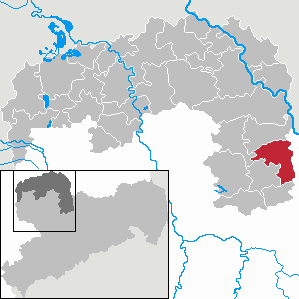
Lage von Liebschützberg

In der Liste der Naturdenkmale in Liebschützberg werden die Einzel-Naturdenkmale, Geotope und Flächennaturdenkmale in der nordsächsischen Gemeinde Liebschützberg und ihren Ortsteilen Borna, Bornitz, Clanzschwitz, Ganzig, Gaunitz, Kleinragewitz, Klötitz, Laas, Leckwitz, Leisnitz, Liebschütz, Sahlassan, Schönnewitz, Terpitz, Wadewitz, Wellerswalde und Zaußwitz aufgeführt.
Bisher sind lt. Quellen 1 Einzel-Naturdenkmale, 0 Geotope und 5 Flächennaturdenkmale bekannt und hier aufgelistet.
Die Angaben der Liste basieren auf Daten des Geoportals Sachsenatlas und den Daten auf dem Geoportal Nordsachsen.

## Definition
„Gesetz über Naturschutz und Landschaftspflege (BNatSchG), § 28 Naturdenkmäler:
 Naturdenkmäler sind rechtsverbindlich festgesetzte Einzelschöpfungen der Natur oder entsprechende Flächen bis zu fünf Hektar, deren besonderer Schutz erforderlich ist
1. aus wissenschaftlichen, naturgeschichtlichen oder landeskundlichen Gründen oder
2. wegen ihrer Seltenheit, Eigenart oder Schönheit.“

„SächsNatSchG, § 18 Naturdenkmäler (zu § 28 BNatSchG):
1. Die Erklärung nach § 22 Abs. 1 BNatSchG von Teilen von Natur und Landschaft als Naturdenkmal erfolgt durch Rechtsverordnung oder Einzelanordnung.
2. Über § 28 Abs. 1 BNatSchG hinaus können Naturdenkmäler zur Sicherung von Lebensgemeinschaften oder Lebensstätten von im Bestand gefährdeten oder streng geschützten Arten festgesetzt werden.“

## Legende
- Bild: zeigt ein vorhandenes Foto des Naturdenkmals.
- ND/GEO/FND-Nr: zeigt die jeweilige Nr. des Objekts – ND (Einzel-)Naturdenkmal, GEO Geotope oder FND (Flächen-Naturdenkmal)
- Beschreibung: beschreibt das Objekt näher
- Koordinaten: zeigt die Lage auf der Karte
- Quelle: Link zur Referenzquelle

## (Einzel-)Naturdenkmale (ND)
| Bild           | ND-Nr.   | Ortsteil | Alter  | Beschreibung | Koordinaten                  | Quellen |
| -------------- | -------- | -------- | ------ | --- | ---------------------------- | ------- |
| Weitere Bilder | nso: 327 | Bornitz  | unbek. | Stieleiche (Quercus robur) Bornitz befindet sich neben einer Halle des Leckwitzer Geflügelhof in Bornitzer Str. 6a | 51° 18′ 23″ N, 13° 10′ 58″ O | nso327  |

## Flächennaturdenkmale
| Bild           | FND-Nr.  | Ortsteil      | Größe   | Beschreibung | Koordinaten                  | Quellen       |
| -------------- | -------- | ------------- | ------- | --- | ---------------------------- | ------------- |
| Weitere Bilder | tdo: 316 | Ganzig        | 0,85 ha | das Gebiet von Südlicher Steinbruch Ganzig umfasst das Waldbiotop um den am Ostrand von Ganzig gelegenen ehemaligen Steinbruch | 51° 17′ 23″ N, 13° 11′ 32″ O | tdo316 nso314 |
| Weitere Bilder | tdo: 317 | Kleinragewitz | 0,8 ha  | Tonberg Kleinragewitz, das Flächennaturdenkmal ist ein Flurwaldstück um die Kuppe des Tonberg, einem Hügel westlich von Kleinragewitz | 51° 17′ 49″ N, 13° 9′ 19″ O  | tdo317 nso258 |
| Weitere Bilder | tdo: 341 | Wellerswalde  | 2,91 ha | Breiter Teich (Wellerswalde) ist ein Teich- und Waldbiotop um den Breiten Teich östlich von Wellerswalde und südlich des 144 m hohen Buchberg gelegen. Das Gebiet ist Teil des Landschaftsschutzgebiet „Liebschützer Hohenzug“ (322601), welches 1993 eingerichtet wurde.                                                                          | 51° 20′ 50″ N, 13° 6′ 49″ O  | tdo341 nso216 |
| Weitere Bilder | tdo: 346 | Clanzschwitz  | 1,35 ha | die Felsklippen Großer Steinberg Clanzschwitz sind die aus Grauwacke-Felsen und Andalusit-Glimmerschiefer bestehende Gipfelformation des 185 m hohen Großen Steinberg nördlich von Clanzschwitz | 51° 21′ 1″ N, 13° 9′ 39″ O   | tdo346 nso211 |
| Weitere Bilder | tdo: 347 | Wellerswalde  | 3,25 ha | die Bachwiesen (Wellerswalde) südwestlich von Wellerswalde stehen wegen eines naturnahen Abschnittes am Nordufer der Luppa unter besonderen Schutz. Vom Flächennaturdenkmal liegt der hauptsächliche nördliche Teil auf der Gemarkung, der kleinere südliche Teil befindet sich auf dem Gebiet auf der Gemarkung Merkwitz in der Gemeinde Oschatz. | 51° 19′ 58″ N, 13° 4′ 14″ O  | tdo347 nso215 |

## Ehemalige Naturdenkmale
| Bild           | Nr.                | Ortsteil | Größe | Beschreibung | Koordinaten                | Quellen |
| -------------- | ------------------ | -------- | ----- | --- | -------------------------- | ------- |
| Weitere Bilder | tdo: 342 (ehemals) | Leisnitz | k. A. | der Steinbruch bei Leisnitz ist auf Grund eines Nachnutzungskonzepts und als Kompromiss zur Verhinderung eines Groß-Steinbruchs am Liebschützberg z. Zt. nicht mehr als Naturdenkmal ausgewiesen. | 51° 21′ 3″ N, 13° 5′ 55″ O |         |